# Maniola hispulla
Maniola hispulla är en fjärilsart som beskrevs av Eugen Johann Christoph Esper 1805. Maniola hispulla ingår i släktet Maniola och familjen praktfjärilar. Inga underarter finns listade i Catalogue of Life.